# Advance Company
Advance Company war ein US-amerikanischer Hersteller von Automobilen.

## Unternehmensgeschichte
Das Unternehmen mit Sitz in Chicago in Illinois stellte im Jahre 1908 mindestens ein Kraftfahrzeug her. Der Markenname lautete Advance.

## Fahrzeuge
Das einzige überlieferte Fahrzeug war für einen Orangenbauer. Ein luftgekühlter Zweizylinder-Zweitaktmotor mit 45 PS Leistung trieb das Fahrzeug an. Die Höchstgeschwindigkeit war mit 96 km/h angegeben. Auffallend waren die großen Räder mit 53 Zoll Durchmesser, die eine Bodenfreiheit von 58 cm ermöglichten. Der Radstand betrug 284 cm. Die offene Karosserie hatte zwei Sitzreihen, von denen die hintere für den Warentransport entfernt werden konnte.